# Yuzmv
Yuzmv, de son vrai nom Thomas Escudero, est un rappeur, chanteur, auteur-compositeur-interprète français, né le 9 novembre 1997 à Perpignan dans les Pyrénées-Orientales. 

## Biographie

### Origines et enfance
Yuzmv naît le 9 novembre 1997 à Perpignan et vit désormais à Paris. Il joue de la batterie, de la guitare et du piano. Il apprend ce dernier instrument en autodidacte.
Son prénom est Thomas, comme il le confirme par exemple en 2021 en signant un message par « à très vite, Yuzmv, Yuz, Thomas, ce que vous préférez ». Selon les crédits de ses morceaux, il s'appelle Thomas Escudero.

### Carrière

#### Débuts (2016-2019)
C'est en 2016 que le personnage de Yuzmv est créé. Son pseudonyme se prononce Youzma, et il se surnomme Yuz. Avant de se plonger dans le rap, Yuzmv est féru de rock.
Entre 2017 et 2019, Yuzmv sort trois EPs Brouillons, réalisés en indépendant. Après les volumes 1, 2 et 3, il dévoile la mixtape sobrement intitulée Brouillon 0. Au total, il partage ainsi 35 morceaux et 5 titres bonus, le tout sur SoundCloud uniquement,.
Sur YouTube, Yuzmv est partagé sur la chaîne ABCRap, où il parvient à dépasser les milliers puis le million de vues. Son morceau Djinn amoureux est particulièrement partagé sur Twitter. Il n'apparaît que peu en vidéo, ne souhaitant pas montrer son visage, préférant ainsi SoundCloud.

#### Concrétisation etYUZMV(2019-2020)
Cette visibilité lui permet, en mai 2019, de signer sur le label Play Two, dans le pôle urbain Play 2 the Hood.
Après des clips cachés sous sa capuche, sur sa propre chaîne YouTube, Yuzmv commence la série Episode. Dans le clip du premier morceau, Yuzmv se fait écraser par une voiture, et il se réveille le visage bandé dans le clip du deuxième. Le personnage est né. Dès lors, le visage de Yuzmv est caché par des bandeaux blancs, ne laissant apparaître qu'un oeil et sa bouche. Il permet aux gens de s'identifier à sa musique ou de voir le visage de quiconque à sa place.
Le troisième volet de Episode sort en juillet 2019 sous le nom de Les Mains libres. En mars 2020, il est évoqué comme son plus grand succès à ce jour, avec plus de 6 millions de vues et de nombreuses vidéos TikTok le reprenant. Ses auditeurs sont de plus en plus nombreux. En mai 2024, il dépasse les 48 millions d'écoutes sur Spotify.
Son premier véritable projet, réalisé en studio et de manière professionnelle, est YUZMV, dévoilé sur les plateformes de streaming fin février 2020. Il en partage un extrait en octobre 2019, Le chemin, puis Le chemin 66/6 en janvier, avec une guitare et une autre percussion, tous deux étant très introsprectifs. La cover du projet est d'ailleurs un enfant au visage bandé. Le projet dépasse les 40 000 équivalents ventes[source insuffisante].

#### Deux EPs (2020-2021)
Au cours de l'année, Yuzmv sort deux autres projets, des EPs de 3 et 5 titres, sous les noms de L’exil, le royaume et le djinn en mai et 6Side en octobre. Pendant l'année, il donne plusieurs concerts, notamment à la Maroquinerie, mais également en festival, comme aux Francofolies et aux Ardentes.
Au mois d'avril 2020, Yuzmv est en tête du Top Rap/RnB sur SoundCloud, compte des centaines de milliers de vidéos sur TikTok et apparaît dans des playlists officielles de Spotify, Apple Music et Deezer. Il est invité par Deezer, qui l'a sélectionné dans La Relève qui met en lumière des artistes émergents, à leur livrer un titre exclusif. Il sort ainsi le titre "C'est l'hiver".
En septembre 2020, Yuzmv est considéré par France Info comme « l'un des rappeurs les plus en vogue de la scène musicale ». En novembre 2020, c'est « l'une des révélations rap de l'année » pour Télé-Loisirs.
En septembre 2021, il dévoile La Dernière, un double-single.

#### La fin de la nuit(2022)
En septembre 2022, Yuzmv dévoile son deuxième album, La fin de la nuit. Celui-ci est composé de sept titres aux ambiances rap et pop urbaine, et de sept autres se rapprochant de la variété française et de la pop traditionnelle.

#### Gardien du Labyrinthe(2023)
Fin 2023, le rappeur partage l'EP Gardien du Labyrinthe.

#### L'aube d'un nouveau jour(2024)
Le 31 mai 2024, Yuzmv dévoile son troisième album, L'aube d'un nouveau jour. On y retrouve 12 titres, dont un featuring avec Arzel.

## Drama
En 2020, Yuzmv est accusé de harcèlement sur mineure et reconnait « des propos déplacés » pour lesquels il s'excuse.
Après une pause d'un an, l'artiste revient en septembre 2021 avec un single en deux parties, intitulé La Dernière. Dans ce single, il s'explique sur toute cette histoire.
Dans la description du clip publié sur YouTube, il écrit :
« C’est la première et la dernière fois que je m’exprimerais sur ce sujet. Merci à vous, ceux qui m’ont soutenu depuis 2017, l’époque du cloud et des premières écoutes. Qui sait, peut être que nos chemins se recroiseront un jour. Prenez soin de vous, Yuzmv, Yuz, Thomas ce que vous préférez. Fin. »

## Discographie

### Albums
- 2020 : Yuzmv
- 2022 : La fin de la nuit
- 2024 : L'aube d'un nouveau jour

### Mixtape
- 2019 : Brouillon 0

### EPs
- 2017 : Brouillon Vol.1
- 2018 : Brouillon Vol.2
- 2018 : Brouillon Vol.3
- 2020 : L'exil, le royaume et le djinn
- 2020 : 6Side
- 2023 : Gardien du Labyrinthe
- 2025 : Histoire d'un masque

## Style
Yuzmv est reconnu par sa polyvalence, entre rap, chanson française et piano-voix. Franceinfo le considère comme « un personnage à part dans le milieu du rap qui danse et rime sur une même portée où différents univers se côtoient ».
Le rappeur se place dans le style du rap emo (ou "sad rap"), particulièrement présent parmi les artistes de la scène SoundCloud, et propulsé aux Etats-Unis par XXXTentacion et Lil Peep. Ses textes sont profonds et abordent notamment les ruptures amoureuses, la mélancolie, la nostalgie et l'incompréhension. Yuzmv balade son spleen intarissable, avec une voix singulière, rauque, grave et aigüe à la fois. Malgré tout, ses morceaux et en particulier ses refrains sont parfois très mélodieux et dansants.